# Liste der Biografien/Vali
Liste der Biografien |
Portal Biografien |
Personensuche
# |
A |
B |
C |
D |
E |
F |
G |
H |
I |
J |
K |
L |
M |
N |
O |
P |
Q |
R |
S |
T |
U |
V |
W |
X |
Y |
Z |
?
 
Va |
Vd |
Ve |
Vh |
Vi |
Vj |
Vl |
Vn |
Vo |
Vr |
Vs |
Vt |
Vu |
Vy
 
Vaa |
Vab |
Vac |
Vad |
Vae |
Vaf |
Vag |
Vah |
Vai |
Vaj |
Vak |
Val |
Vam |
Van |
Vap |
Vaq |
Var |
Vas |
Vat |
Vau |
Vav |
Vaw |
Vax |
Vay |
Vaz
 
Vala |
Valb |
Valc |
Vald |
Vale |
Valf |
Valg |
Valh |
Vali |
Valj |
Valk |
Vall |
Valm |
Valn |
Valo |
Valp |
Valq |
Vals |
Valt |
Valu |
Valv |
Valy |
Valz
Die Liste der Biografien führt alle Personen auf, die in der deutschsprachigen Wikipedia einen Artikel haben. Dieses ist eine Teilliste mit 73 Einträgen von Personen, deren Namen mit den Buchstaben „Vali“ beginnt.

## Vali
- Väli, Heino (1928–1990), estnischer Schriftsteller
- Väli, Hugo (1902–1943), estnischer Fußballspieler
- Väli, Katrin (* 1956), estnische Dichterin
- Väli, Neeme (* 1965), estnischer Generalmajor
- Väli, Voldemar (1903–1997), estnischer Ringer

### Valia
- Valiakandathil, Kurian (* 1952), indischer Geistlicher, Bischof von Bhagalpur
- Valiamattam, George (* 1938), indischer Geistlicher, emeritierter Erzbischof von Tellicherry
- Valiani, Leo (1909–1999), italienischer Politiker und Journalist
- Valiant, Johnny (1946–2018), US-amerikanischer Wrestler und Wrestlingmanager
- Valiant, Leslie (* 1949), britischer Informatiker

### Valic
- Valicevic, Chris (* 1968), US-amerikanischer Eishockeyspieler
- Valicevic, Rob (* 1971), US-amerikanischer Eishockeyspieler
- Valickas, Gintautas, litauischer Rechtspsychologe und Hochschullehrer
- Valickas, Valerijonas, litauischer Beamter, ehemaliger Oberster Zollamtsrat Litauens, Leiter von Zollamt Litauens

### Valid
- Valido, Alexis (* 1976), spanischer Volleyballspieler

### Valie
- Valie Export (* 1940), österreichische MedienkünstlerinValie Export (* 1940)

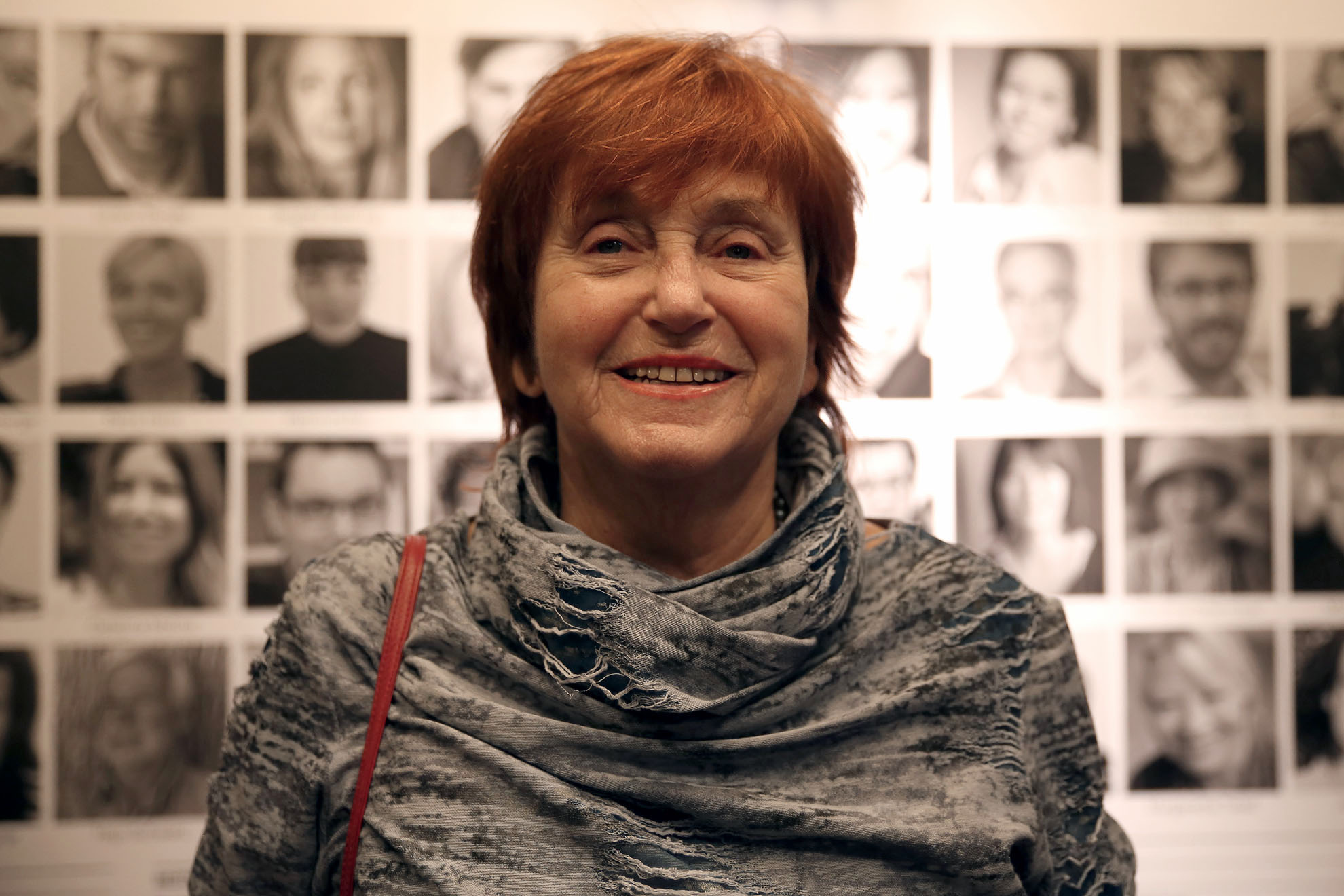
Valie Export (* 1940)

- Valien, Marleen (* 1995), deutsche Drehbuchautorin und Regisseurin von Kurzfilmen
- Valiensi, Nicolao (* 1966), italienischer Jazztrompeter, Euphoniumspieler und Komponist
- Valiente Amarilla, Michelle Sharon (* 1998), paraguayische Beachvolleyballspielerin
- Valiente, Doreen (1922–1999), englische Okkultistin und Autorin
- Valiente, Juan José (1946–2015), argentinischer Fußballspieler
- Valiente, Rodrigo (* 1989), uruguayischer Fußballspieler
- Valier, Agostino (1531–1606), Kardinal der Römischen Kirche
- Valier, Alberto (1561–1630), italienischer Geistlicher und Bischof von Verona
- Valier, Bertuccio (1596–1658), 102. Doge von Venedig
- Valier, Max (1895–1930), Südtiroler Schriftsteller, Astronom und Raketenbau-WegbereiterMax Valier (1895–1930)

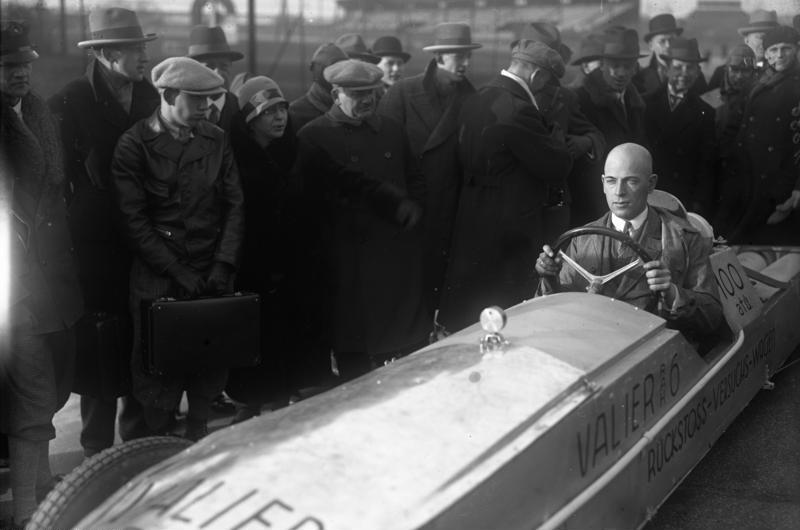
Max Valier (1895–1930)

- Valier, Pietro (1574–1629), italienischer Kardinal der Römischen Kirche
- Valier, Silvestro (1630–1700), Doge von Venedig (1694–1700)
- Valiev, Chermen (* 1998), russisch-albanischer Ringer

### Valig
- Valignano, Alessandro (1539–1606), italienischer Jesuit und Missionar in Japan
- Valiguras, Andrey, litauisch-ukrainischer Opernsänger (Bass)

### Valih
- Valihora, Martin (* 1976), slowakischer Jazzmusiker (Schlagzeug, Perkussion)

### Valik
- Valík, Jiří (* 1966), tschechischer Sprinter
- Valík, Tomás (1964–2016), tschechischer Schauspieler

### Valim
- Välimaa, Kirsi (* 1978), finnische Skilangläuferin
- Välimaa, Santeri (* 2001), finnischer Volleyballspieler
- Välimäki, Juuso (* 1998), finnischer Eishockeyspieler

### Valin
- Valín Valdés, Antonio José (* 1968), spanischer römisch-katholischer Geistlicher, Bischof von Tui-Vigo
- Valin, Frédéric (* 1982), deutscher Autor und Journalist
- Valin, Jean-Marc, Entwickler freier Multimedia-Software
- Valin, Martial (1898–1980), französischer Luftwaffengeneral
- Valin, Roch (1918–2012), kanadischer Linguist und Romanist
- Valiña Sampedro, Elías (1929–1989), spanischer Geistlicher; Visionär des modernen Jakobsweges
- Valinas, Manuel García (* 1955), spanischer Biathlet
- Valinasso, Cesare (1909–1990), italienischer Fußballspieler
- Valinčius, Giedrius (* 2000), litauischer Leichtathlet
- Valincour, Jean-Baptiste-Henri de (1653–1730), französischer Schriftsteller und Historiker
- Valinskas, Arūnas (* 1966), litauischer Fernsehproduzent und Moderator, Politiker, Gründer und Vorsitzender der Partei Tautos prisikėlimo partija
- Valinskas, Arūnas (* 1989), litauischer Politiker
- Valinski, Franz (1914–1942), deutscher Fußballspieler
- Valinskienė, Ingrida (* 1966), litauische Sängerin, Fernsehmoderatorin, Synchronsprecherin und Politikerin

### Valio
- Valionis, Antanas (* 1950), litauischer Politiker, Außenminister Litauens (2000–2006)
- Valionytė, Birutė (* 1956), litauische Forstwirtin und Politikerin

### Valip
- Valipour, Arschang (* 1972), österreichischer Lungenfacharzt

### Valiq
- Valiquette, Stephen (* 1977), kanadischer Eishockeytorhüter

### Valir
- Valiron, Georges (1884–1955), französischer Mathematiker

### Valis
- Valis, Norbert (* 1971), schweizerischer Basketballspieler
- Valishvili, Bachi (* 1995), georgischer Schauspieler

### Valit
- Valitov, Timur (* 1994), russischer Jazzmusiker (Saxophon, Komposition)

### Valiu
- Valiuddin, Mir († 1975), indischer islamischer Philosoph und Hochschullehrer
- Valiukas, Petras (1948–1993), litauischer Politiker und Polizist
- Valiukevičius, Romualdas, litauischer ehemaliger Politiker, Vizeminister der Industrie Litauens (1990–1991)
- Valiukevičiūtė, Ona (* 1945), litauische Politikerin und Sängerin
- Valiukonis, Gintaras (* 1955), litauischer Jurist, Rechtsanwalt, ehemaliger Politiker, Vizeminister
- Valiulis, Remigijus (1958–2023), sowjetischer Leichtathlet
- Valiulova, Alica, deutsche Rechtsanwältin und Schauspielerin mit russischen Wurzeln
- Valiūnas, Petras (* 1961), litauischer Agronom und Politiker
- Valius, Telesforas (1914–1977), litauisch-kanadischer Druckgraphiker und Hochschullehrer

### Valiv
- Välivaara, Jyrki (* 1976), finnischer Eishockeyspieler

### Valix
- Valixonova, Ominaxon (* 2004), usbekische Tennisspielerin

### Valiy
- Valiyavilayil, Thomas Antonios (* 1955), indischer Ordensgeistlicher, syro-malankarischer Bischof von Gurgaon
- Vəliyev, Fərhad (* 1980), aserbaidschanischer Fußballtorwart
- Vəliyeva, Lamiyə (* 2002), aserbaidschanische Leichtathletin